# 杉並区立杉並第四小学校
杉並区立杉並第四小学校（すぎなみくりつすぎなみだいししょうがっこう）は、東京都杉並区高円寺にあった公立小学校。

## 概要
- 1925年（大正14年）9月1日に杉並第三小学校から分離して開校した。2020年（令和2年）4月1日に杉並第八小学校と統合した高円寺小学校[1]開校により閉校した。
- 最寄り駅は高円寺駅。

## 教育目標
- よく考えてやりぬく子ども
- すすんで体をきたえる子ども
- 明るく思いやりのある子ども

## 沿革
- 1925年9月1日 - 杉並第三尋常小学校（現 杉並区立杉並第三小学校）から分離して、開校
- 1934年7月23日 - 皇太子誕生記念プール完成
- 1943年
  - 4月1日 - 東京市杉並第四国民学校と改称
  - 7月1日 - 東京都杉並区立杉並第四国民学校と改称
- 1944年
  - 4月1日 - 学校給食を開始する
  - 9月6日 - 3年生以上の児童に対し集団疎開を実施する（477名）
- 1945年11月3日 - 疎開を終了し、児童が帰京する
- 1947年
  - 1月20日 - 学校給食を再開する
  - 4月1日 - 東京都杉並区立杉並第四小学校と改称
- 2005年3月31日 - 杉並区立高円寺北幼稚園が校舎内に移設
- 2007年
  - 1月26日 - 杉並区教育委員会教育課題研究指定校研究発表（幼小連携教育の推進）
  - 10月23日 - 杉並区立高円寺中学校との小中一貫教育を開始する
- 2008年10月16日 - 小中一貫教育を本格実施する
- 2016年4月1日 - 杉並区教育委員会より幼保小連携推進校に指定される。以降、2019年度まで継続指定される
- 2020年3月31日 - 杉並区立杉並第八小学校との統合のため廃校

## 特色

### 小中一貫教育
高円寺中学校と小中一貫教育を実施していた。毎週金曜日に、5年生および6年生は、高円寺中学校へ登校し授業を受けていた。また、4-6年生の授業に中学校の教員も参加していた。

### 幼小連携教育
2006年から廃校まで、当校に併設した高円寺北子供園（こども園）と連携して教育を行っていた。「子供園・小学校のかかわりを通して、豊かな人間性をはぐくむ」ことを教育目標として掲げ、それぞれの学びを深める教育活動を小学校・こども園と共に実践していた。教育活動の例として、毎週金曜日に4年生と園児との交流給食を行ったり、園児が小学校の運動会に参加した。

## 関係者

### 出身者
- 悦ちゃん（子役俳優）
- ねじめ正一（作家）[4]
- 赤羽健壱、児玉智洋（お笑いタレント、サルゴリラのメンバー）

### 職員
- 乙武洋匡 - 平成19年度から21年度まで3年間の任期付で勤務していた[5]。

## 跡地
旧校舎には2023年（令和5年）10月7日に科学館「IMAGINUS（イマジナス）」がオープンした。

## アクセス
- JR東日本中央本線高円寺駅下車。北口徒歩5分